# へび座クシー星
へび座ξ星（へびざクシーせい、ξ Serpentis、ξ Ser）は、へび座（尾部）にある恒星である。年周視差に基づいて太陽からの距離を計算すると、約99光年である。見かけの等級は3.54と、肉眼でみえる明るさである。三重もしくは四重の連星であると考えられ、主星は化学特異星にも位置づけられるが、不可解な点が多い恒星である。

## 位置
へび座ξ星は、へび座（尾部）の南西の端近くに位置し、南側のへびつかい座・いて座との境界線からは1度と離れておらず、へびつかい座η星のすぐ東にみえている、へび座（尾部）の中ではかなり明るくみえる恒星である。
へび座ξ星の視線速度は-46 km/sとかなり大きく、太陽へ接近しつつあり、およそ69万年後に太陽へ最接近し、その際の距離はおよそ27光年になると見積もられている。

## 星系
へび座ξ星は、20世紀の初めにリック天文台のヤングによって分光連星であることが発見された。視線速度の変化から、軌道周期は2.3日で、かなり近接した連星であることがわかった。
その後、ミシガン大学のロシターが、東に25秒角離れた位置にみえる13等星との二重星であることを発見、この13等星はへび座ξ星Bと呼ばれ、元々のへび座ξ星はへび座ξ星Aとなった。
更に、1980年代には国立天文台の磯部琇三らがスペックル干渉法により、南東に0.3秒角のところにみえる恒星を分解することに成功、へび座ξ星Aが二重星であることになったので、明るい恒星をへび座ξ星Aa、新たにみつかった恒星をへび座ξ星Abと称するようになった。このへび座ξ星Abは、最初にみつかった分光連星の伴星とは別のものであると考えられるので、それにはまた別の符号を用い、系の主星はへびつかい座ξ星Aa1、分光連星の伴星がへびつかい座ξ星Aa2として識別されている。
へび座ξ星Bについては、輝星星表では見かけ上の関係と指摘されているなど、連星系をなす恒星の数ははっきりしないが、三重連星もしくは四重連星として扱われている。固有運動の非線形成から、位置天文学的連星であるという指摘があり、固有運動や視差の共通性からその相手はへび座ξ星Bであるとする説がある。

## 性質
主星のへび座ξ星Aa1は、白色巨星で、化学特異星でもあるとされる。スペクトル型も明らかではなく、F0 IIIp型がまず挙げられるが、A5からF1型と幅を持たせていたり、彩層輝線、バルマー線、金属線でスペクトル型が異なるA型金属線星という報告もある。へび座ξ星Aa1は、たて座δ型変光星の疑いもあるが、光度変化は確認されていない。表面の有効温度は7244 K程度、質量は太陽のおよそ1.7倍と見積もられている。
へび座ξ星Aa2およびへび座ξ星Bは、質量が太陽の4分の1から5分の1程度の小さい恒星であると推定されている。へび座ξ星Bは離角から、連星であるとすれば、軌道周期が1万4700年以上になると予想される。

## 名称
中国ではへび座ξ星は、天市垣の東の城壁を表し、古代中国の11の国と郡になぞらえられる天市左垣（拼音: Tiān Shì Zuǒ Yuán）という星官を、ヘルクレス座δ星、ヘルクレス座λ星、ヘルクレス座μ星、ヘルクレス座ο星、ヘルクレス座112番星、わし座ζ星、へび座θ1星、へび座η星、へびつかい座ν星、へびつかい座η星と共に形成する。へび座ξ星自身は、天市左垣十（拼音: Tiān Shì Zuǒ Yuán shí）すなわち天市左垣の10番星といわれ、南海を指すとされる。